# ハンガリー王国の歴史的地域
ハンガリー王国の歴史的地域（ハンガリーおうこくのれきしてきちいき）では、ハンガリー王国（1000年 - 1918年）において、聖イシュトヴァーンの王冠の名の下に統合されていた東ヨーロッパの地域について記述する。

## 解説
その領域は現在のハンガリーのほか、パンノニア平原と重なるような形でオーストリア、スロバキア、ウクライナ、ルーマニア、セルビア、クロアチア、スロヴェニアにまたがっていた。
これらの地域にはハンガリー人（マジャール人）が広く居住し、特に1867年以降のオーストリア＝ハンガリー帝国の下ではハンガリー政府の統治下に属したが、1920年のトリアノン条約で解体されてハンガリー王国領は面積にしておよそ3分の1、現在のハンガリー共和国と同じ範囲に縮小した。そこで、これらの地域を大ハンガリー、聖イシュトヴァーンの王冠の地と言うこともある。戦間期のハンガリー王国はこの地域を奪回するために右傾化し、ナチス・ドイツとともに第二次世界大戦に突入していった。
特に、現在ルーマニア領となっているトランシルヴァニア地方はもともとハンガリー王国領であった地で、ハンガリー人が非常に多く住み、ハンガリーとルーマニアの間で領土を巡る問題が1989年の東欧革命以後しばしば生じており、また民族問題がルーマニア革命の発端の一つにもなった。ただ、旧ユーゴスラヴィアで生じたような民族紛争が起こる要素はない。

## 現行国境による地域区分

### 現ハンガリー
- アックテレク
- ヴィッラーニ（ヴィーラント）
- ヴィシェグラード（プリンテンブルク）
- ヴェスプレーム
- エステルゴム（グラン）
- エゲル（エルラウ）
- カロチャ
- ケーセグ（ギュンス）
- ケチケメート
- ゲデレー
- コチ
- コマーロム
- ジェール（ラープ）
- ジュラ
- ショプロン（エーデンブルク）
- セゲド
- センテンドレ
- ソルノク

ハンガリー王国（「トランスライタニエン」、「ハンガリー王冠領とも」）の行政区分

- セント・ゴットハールド（ザンクト・ゴットハルト）
- ソンバトヘイ（シュタイン・アム・アンガー）
- デブレツェン
- トカイ
- ブダペスト
- フェルテード（エステルハーザ）
- ペーチ（フュンフキルヒェン）
- ホッローケー
- ミシュコルツ
- モションマジャーローヴァール（ヴィーゼルブルク（モション）、ウンガリッシュ・アルテンブルク（マジャルオーヴァール））

### オーストリア領
- ブルゲンラント州（エールヴィデーク）
  - アイゼンシュタット

### スロバキア領
現在のスロバキア領の大半は、かつて北部ハンガリーまたは上部ハンガリーと呼ばれた地域である。
- スロバキア

### チェコ領
- チェスキー・チェシーン

### ポーランド領
- テッシェン
- 上セペシュ
- 北アールヴァ
- 下シレジア

### ウクライナ領
- ザカルパチア（トランスカルパチア、カルパティア・ルテニア）

### ルーマニア領
- マラムレシュ（マーラマロシュ）
- トランシルヴァニア
  - セーケイ地方
    - マロシュヴァーシャールヘイ（トゥルグ・ムレシュ）

  - カロタセグ
    - コロジュヴァール（クルージュ・ナポカ、ドイツ語ではクラウゼンブルク）

  - ブラッショー（ブラショヴ、ドイツ語ではクローンシュタット）
  - シェゲシュヴァール（シギショアラ、ドイツ語ではシェースブルク）
  - ジュラフェヘールヴァール（アルバ・ユリア、ドイツ語ではカルルスブルク）
  - ナジセベン（シビウ、ドイツ語ではヘルマンシュタット）
- クリシャン（ケレシュ、クライシュ）
  - サトマール（サトゥ・マーレ）
  - ナジヴァーラド（オラデア）
- バナート（バーンシャーグ）
  - テメシュヴァール（ティミショアラ）

### セルビア領
- ヴォイヴォディナ

### クロアチア領
- スラヴォニア

### スロヴェニア領
- トランスムラ（ムラヴィデーク、ヴェンドヴィデーク）
  - レンダヴァ Lendava（レンドヴァ、アルショーレンドヴァ） - バーンフィ家の本拠地の一つ。
  - オルモジュ Ormož（オルモジュド、ホレルムス、ドイツ語ではフリーダウ）